# Jean Jacques Pierre d'Esparbès de Lussan
Jean Jacques Pierre d'Esparbès de Lussan, baron de Lamotte-Bardigues, dit le comte d'Esparbès, né le 1er décembre 1720 à Montauban (Tarn-et-Garonne), mort le 12 mars 1810 à Bardigues (Tarn-et-Garonne), est un général français.

## États de service
Le 1er février 1749, il est nommé colonel commandant le régiment du Piémont et de Provence. Il participe à la bataille de Rossbach le 5 novembre 1757, à la bataille de Bergen le 13 avril 1759, et de Minden le 1er août 1759. 
Il est nommé maréchal de camp le 25 juillet 1762, et lieutenant-général le 1er mars 1780.
Il est gouverneur général de Saint-Domingue du 17 juin au 21 octobre 1792, date de sa destitution. Après un passage par la Jamaïque, comme beaucoup de réfugiés français de Saint-Domingue en Amérique, il est renvoyé en France. Décrété d’accusation, arrêté, il est acquitté par le tribunal révolutionnaire et mis à la retraite peu après.

## Famille
Le 15 juin 1758, en remerciement pour le soutien qu'il a apporté au prince de Soubise après le désastre de Rossbach, Madame de Pompadour fait épouser au comte d'Esparbès une de ses parentes éloignées, Anne Thoynard de Jouy (1739-1825), dont elle était très proche à la cour. 
Issue de la noblesse de robe, elle était la fille de Barthélémy-François Thoynard et de Anne-Marie-Jacqueline Lallemant de Lévignen. Son père était apparenté à la famille Le Normant, à laquelle était également affiliée Madame de Pompadour. 
Ayant accumulé de nombreux amants à la cour (notamment le futur duc de Lauzun en 1763), on ne tarde pas à la surnommer « Madame Versailles ». La comtesse d'Esparbès sera d'ailleurs momentanément la maîtresse de Louis XV en 1765. Avec la duchesse de Gramont, Béatrix de Choiseul-Stainville, elle deviendra l'une des principales candidates à la succession de la marquise de Pompadour comme favorite royale. 
Également salonnière et poétesse, Madame d'Esparbès écrira une Épître à mon Maître, qui fut couronnée en 1779, par l'Académie des Jeux floraux de Toulouse. 
Le comte et la comtesse, malgré un mariage très mal assorti, auront ensemble un fils, Philippe-Jacques d'Esparbès de Lussan (1782-1829). 

## Sources
- (en) « Generals Who Served in the French Army during the Period 1789 - 1814: Eberle to Exelmans »
- Jean Jacques Pierre Esparbes de Lussan  sur roglo.eu
- Annuaire de la noblesse de France et des maisons souveraines de l’europe, volume 21, 1865